# UEFA Europa League 2025/26

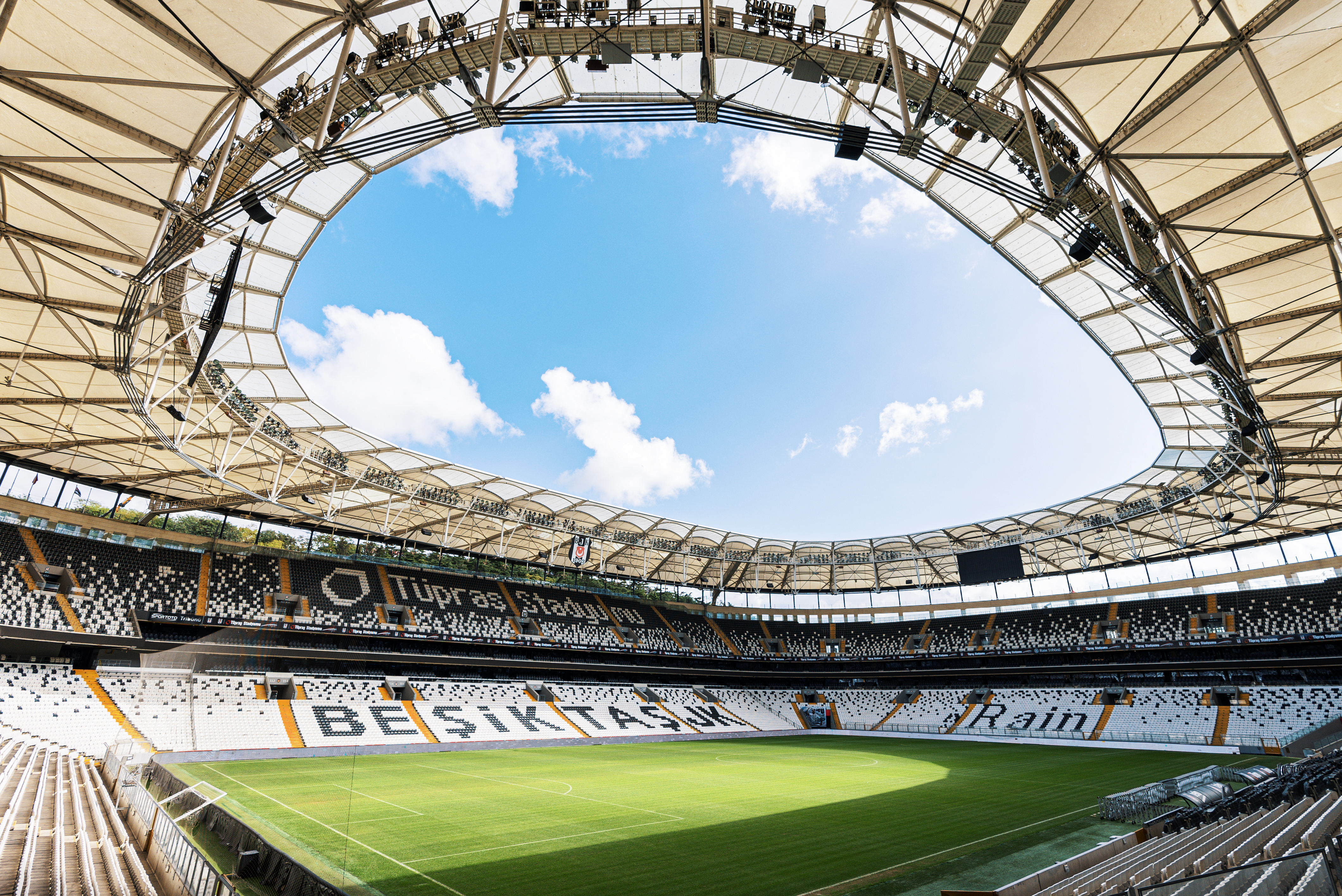
Das Finale soll im Beşiktaş-Park in Istanbul stattfinden.

Die UEFA Europa League 2025/26 ist die 55. Spielzeit des zweithöchsten europäischen Wettbewerbs für Vereinsmannschaften im Fußball, der bis zur Saison 2008/09 unter der Bezeichnung UEFA-Pokal stattfand.
Das Endspiel soll am 20. Mai 2026 im Beşiktaş-Park in Istanbul (Türkei) ausgetragen werden. Der Sieger des Turniers qualifiziert sich automatisch für die Ligaphase der UEFA Champions League 2026/27 und erhält außerdem das Recht, im UEFA-Super Cup 2026 anzutreten.

## Termine
Für die Auslosungen und Spielrunden sind die folgenden Termine geplant:
| Phase         | Runde                  | Auslosung        | Hinspiel               | Rückspiel              |
| ------------- | ---------------------- | ---------------- | ---------------------- | ---------------------- |
| Qualifikation | 1. Qualifikationsrunde | 17. Juni 2025    | 10. Juli 2025          | 17. Juli 2025          |
| Qualifikation | 2. Qualifikationsrunde | 18. Juni 2025    | 24. Juli 2025          | 31. Juli 2025          |
| Qualifikation | 3. Qualifikationsrunde | 21. Juli 2025    | 7. August 2025         | 14. August 2025        |
| Qualifikation | Playoff-Runde          | 4. August 2025   | 21. August 2025        | 28. August 2025        |
| Ligaphase     | 1. Spieltag            | 29. August 2025  | 24./25. September 2025 | 24./25. September 2025 |
| Ligaphase     | 2. Spieltag            | 29. August 2025  | 2. Oktober 2025        | 2. Oktober 2025        |
| Ligaphase     | 3. Spieltag            | 29. August 2025  | 23. Oktober 2025       | 23. Oktober 2025       |
| Ligaphase     | 4. Spieltag            | 29. August 2025  | 6. November 2025       | 6. November 2025       |
| Ligaphase     | 5. Spieltag            | 29. August 2025  | 27. November 2025      | 27. November 2025      |
| Ligaphase     | 6. Spieltag            | 29. August 2025  | 11. Dezember 2025      | 11. Dezember 2025      |
| Ligaphase     | 7. Spieltag            | 29. August 2025  | 22. Januar 2026        | 22. Januar 2026        |
| Ligaphase     | 8. Spieltag            | 29. August 2025  | 29. Januar 2026        | 29. Januar 2026        |
| K.-o.-Phase   | K.-o.-Runden-Playoffs  | 30. Januar 2026  | 19. Februar 2026       | 26. Februar 2026       |
| K.-o.-Phase   | Achtelfinale           | 27. Februar 2026 | 12. März 2026          | 19. März 2026          |
| K.-o.-Phase   | Viertelfinale          | 27. Februar 2026 | 9. April 2026          | 16. April 2026         |
| K.-o.-Phase   | Halbfinale             | 27. Februar 2026 | 30. April 2026         | 7. Mai 2026            |
| K.-o.-Phase   | Finale                 | 27. Februar 2026 | 20. Mai 2026           | 20. Mai 2026           |

## Zugangsliste
Die Einteilung in die Ligaphase und die einzelnen Qualifikationsrunden bestimmt sich nach der (vorläufigen) Zugangsliste der UEFA. Die Reihenfolge der Verbände resultiert hierbei aus den Verbandskoeffizienten der UEFA-Fünfjahreswertung 2023/2024 und ergibt sich aus den Verbands-Koeffizienten der fünf Spielzeiten von 2019/20 bis 2023/24. Wenn sich der Pokalsieger eines Landesverbandes für die UEFA Champions League 2024/25 qualifiziert, bekommt der Zweitplatzierte der nationalen Liga den Startplatz.
| Platz | Land          | Ligaphase   | Playoffs | Q3     | Q2         | Q1         |
| ----- | ------------- | ----------- | -------- | ------ | ---------- | ---------- |
| 1.    | England       | 6 / 7. (1)  |          |        |            |            |
| 2.    | Italien       | CW / 5.     |          |        |            |            |
| 3.    | Spanien       | 6. / 7. (2) |          |        |            |            |
| 4.    | Deutschland   | CW / 5.     |          |        |            |            |
| 5.    | Frankreich    | 5. / 6. (2) |          |        |            |            |
| 6.    | Niederlande   | CW          |          |        | 4.         |            |
| 7.    | Portugal      | 3. (2)      |          |        | 4.         |            |
| 8.    | Belgien       |             | 3. (2)   |        | 4.         |            |
| 9.    | Türkei        |             | 3. (2)   |        | 4.         |            |
| 10.   | Tschechien    |             | CW       |        | 3.         |            |
| 11.   | Schottland    |             | CW       |        | 3.         |            |
| 12.   | Schweiz       |             | 3. (2)   |        | 4.         |            |
| 13.   | Österreich    |             |          | CW     |            |            |
| 14.   | Norwegen      |             |          | CW     |            |            |
| 15.   | Griechenland  |             |          | 3. (2) |            |            |
| 16.   | Dänemark      |             |          |        | 2. (2) (3) |            |
| 17.   | Israel        |             |          |        |            | CW         |
| 18.   | Ukraine       |             |          |        |            | CW         |
| 19.   | Serbien       |             |          |        | 2. (2)     |            |
| 20.   | Kroatien      | 2. (2) (4)  |          |        |            |            |
| 21.   | Polen         |             |          |        |            | CW         |
| 22.   | Russland (3)  |             |          |        |            |            |
| 23.   | Zypern        |             |          |        |            | CW         |
| 24.   | Ungarn        |             |          |        |            | CW         |
| 25.   | Schweden      |             |          |        |            | CW         |
| 26.   | Rumänien      |             |          |        |            | CW         |
| 27.   | Bulgarien     |             |          |        |            | 2. (2)     |
| 28.   | Aserbaidschan |             |          |        |            | CW         |
| 29.   | Slowakei      |             |          |        |            | CW         |
| 30.   | Slowenien     |             |          |        |            | CW         |
| 31.   | Moldau        |             |          |        |            | CW         |
| 32.   | Kosovo        |             |          |        |            | CW         |
| 33.   | Kasachstan    |             |          |        |            | CW         |
| 34.   | Finnland      |             |          |        |            | 2. (2) (4) |

## Qualifikation
Die Einteilung in die einzelnen Qualifikationsrunden bestimmte sich nach der Zugangsliste der UEFA. Die Reihenfolge der Verbände bestimmte sich hierbei nach den Verbandskoeffizienten der UEFA-Fünfjahreswertung 2023/2024.
Falls sich der Pokalsieger eines Landesverbandes für die UEFA Champions League 2025/26 qualifizierte oder bereits für die UEFA Europa League 2025/26 qualifiziert gewesen wäre, bekam die nächste Mannschaft aus der nationalen Liga den schlechtestmöglichen Startplatz dieses Verbandes in der Qualifikation zur UEFA Europa League, während die anderen Teams dementsprechend aufrückten und den nächstbesseren Startplatz übernahmen. Soweit ein Verein keine Zulassung für die UEFA-Wettbewerbe erhielt, rückte das in der nationalen Liga nächstbeste Team nach.

### 1. Qualifikationsrunde
- Auslosung: 17. Juni 2025
- Hinspiele: 10. Juli 2025
- Rückspiele: 17. Juli 2025

An der 1. Qualifikationsrunde nahmen die Pokalsieger bzw. deren Nachrücker aus den Verbänden auf den Plätzen 17 bis 33 (ohne Russland) der Rangliste teil. Unterlegene Mannschaften wechselten in die 2. Qualifikationsrunde der UEFA Conference League 2025/26, während die Gewinner die 2. Qualifikationsrunde der UEFA Europa League 2025/26 erreichten.
|                  | Gesamt          |                     | Hinspiel | Rückspiel |
| ---------------- | --------------- | ------------------- | -------- | --------- |
| Schachtar Donezk | 6:0             | Tampereen Ilves     | 6:0      | 0:0       |
| Sheriff Tiraspol | 5:2             | FC Prishtina        | 4:0      | 1:2       |
| Spartak Trnava   | 2:3             | BK Häcken           | 0:1      | 2:2       |
| Sabah FK         | 5:6             | NK Celje            | 2:3      | 3:3 n. V. |
| Legia Warschau   | 2:0             | FK Aqtöbe           | 1:0      | 1:0       |
| Lewski Sofia     | 1:1 (3:1 i. E.) | Hapoel Be’er Scheva | 0:0      | 1:1 n. V. |
| AEK Larnaka      | 2:2 (6:5 i. E.) | FK Partizan Belgrad | 1:0      | 1:2 n. V. |
| Paksi FC         | 0:3             | CFR Cluj            | 0:0      | 0:3       |

### 2. Qualifikationsrunde
- Auslosung: 18. Juni 2025
- Hinspiele: 24. Juli 2025
- Rückspiele: 31. Juli 2025

An der 2. Qualifikationsrunde nahmen die acht Sieger der vorhergehenden Runde, der Viertplatzierte des Verbands auf Platz 6 der Rangliste (Niederlande) sowie die Drittplatzierten aus den Verbänden auf den Plätzen 7 bis 12 der Rangliste teil. Unterlegene Mannschaften wechselten in die 3. Qualifikationsrunde der UEFA Conference League 2025/26, während die Gewinner die 3. Qualifikationsrunde der UEFA Europa League 2025/26 erreichten.
|                   | Gesamt          |                     | Hinspiel | Rückspiel |
| ----------------- | --------------- | ------------------- | -------- | --------- |
| FC Lugano         | 0:1             | CFR Cluj            | 0:0      | 0:1       |
| NK Celje          | 2:3             | AEK Larnaka         | 1:1      | 1:2       |
| Lewski Sofia      | 0:1             | Sporting Braga      | 0:0      | 0:1       |
| Baník Ostrava     | 3:4             | Legia Warschau      | 2:2      | 1:2       |
| RSC Anderlecht    | 2:2 (2:4 i. E.) | BK Häcken           | 1:0      | 1:2       |
| Sheriff Tiraspol  | 2:7             | FC Utrecht          | 1:3      | 1:4       |
| FC Midtjylland    | 3:2             | Hibernian Edinburgh | 1:1      | 2:1       |
| Beşiktaş Istanbul | 2:6             | Schachtar Donezk    | 2:4      | 0:2       |

### 3. Qualifikationsrunde
- Auslosung: 21. Juli 2025
- Hinspiele: 7. August 2025
- Rückspiele: 14. August 2025

#### Champions-Weg
Am Champions-Weg der 3. Qualifikationsrunde nahmen die zwölf Verlierer des Champions-Wegs der 2. Qualifikationsrunde der UEFA Champions League 2025/26 teil. Die Partien wurden durch offene Auslosung bestimmt. Unterlegene Mannschaften wechselten in den Champions-Weg der Playoffs der UEFA Conference League 2025/26, während die Gewinner die Playoffs der UEFA Europa League 2025/26 erreichten.
|                     | Gesamt          |                      | Hinspiel | Rückspiel |
| ------------------- | --------------- | -------------------- | -------- | --------- |
| Lincoln Red Imps FC | 1:1 (6:5 i. E.) | FC Noah Jerewan      | 1:1      | 0:0       |
| HNK Rijeka          | 4:3             | Shelbourne FC        | 1:2      | 3:1       |
| FK RFS              | 1:3             | Kuopion PS           | 1:2      | 0:1       |
| Ħamrun Spartans     | 2:5             | Maccabi Tel Aviv     | 1:2      | 1:3       |
| HŠK Zrinjski Mostar | 3:2             | Breiðablik Kópavogur | 1:1      | 2:1       |
| FCSB Bukarest       | 6:3             | KF Drita             | 3:2      | 3:1       |

#### Pokalsieger- und Verfolgerweg
Am Pokalsieger- und Verfolgerweg der 3. Qualifikationsrunde nahmen die Pokalsieger bzw. deren Nachrücker aus den Verbänden auf den Plätzen 13 bis 15 der Rangliste, die drei Verlierer des Platzierungswegs der 2. Qualifikationsrunde der UEFA Champions League 2025/26 sowie die acht Gewinner der 2. Qualifikationsrunde teil. Unterlegene Mannschaften wechselten in den Platzierungsweg der Playoffs der UEFA Conference League 2025/26, während die Gewinner die Playoffs der UEFA Europa League 2025/26 erreichten.
|                     | Gesamt          |                  | Hinspiel | Rückspiel |
| ------------------- | --------------- | ---------------- | -------- | --------- |
| AEK Larnaka         | 5:3             | Legia Warschau   | 4:1      | 1:2       |
| Fredrikstad FK      | 1:5             | FC Midtjylland   | 1:3      | 0:2       |
| CFR Cluj            | 1:4             | Sporting Braga   | 1:2      | 0:2       |
| PAOK Thessaloniki   | 1:0             | Wolfsberger AC   | 0:0      | 1:0 n. V. |
| Servette FC         | 2:5             | FC Utrecht       | 1:3      | 1:2       |
| BK Häcken           | 1:2             | Brann Bergen     | 0:2      | 1:0       |
| Panathinaikos Athen | 0:0 (4:3 i. E.) | Schachtar Donezk | 0:0      | 0:0       |

### Playoffs
- Auslosung: 4. August 2025
- Hinspiele: 21. August 2025
- Rückspiele: 28. August 2025

Die letzte Qualifikationsrunde wird zwecks besserer Vermarktungschancen „Playoffs“ genannt. Es nehmen die 13 Sieger der vorhergehenden Runde, die Pokalsieger der Verbände auf den Plätzen 8 bis 12 der Rangliste sowie die sechs Verlierer des Champions-Wegs der 3. Qualifikationsrunde der UEFA Champions League teil. Unterlegene Mannschaften wechseln in die Ligaphase der UEFA Conference League.
|                      | Gesamt |                   | Hinspiel | Rückspiel |
| -------------------- | ------ | ----------------- | -------- | --------- |
| Maccabi Tel Aviv     | -:-    | Dynamo Kiew       | -        | -         |
| KF Shkëndija         | -:-    | Ludogorez Rasgrad | -        | -         |
| ŠK Slovan Bratislava | -:-    | BSC Young Boys    | -        | -         |
| Malmö FF             | -:-    | SK Sigma Olmütz   | -        | -         |
| Panathinaikos Athen  | -:-    | Samsunspor        | -        | -         |
| FC Aberdeen          | -:-    | FCSB Bukarest     | -        | -         |
| Lech Posen           | -:-    | KRC Genk          | -        | -         |
| FC Midtjylland       | -:-    | Kuopion PS        | -        | -         |
| Lincoln Red Imps FC  | -:-    | Sporting Braga    | -        | -         |
| HŠK Zrinjski Mostar  | -:-    | FC Utrecht        | -        | -         |
| Brann Bergen         | -:-    | AEK Larnaka       | -        | -         |
| HNK Rijeka           | -:-    | PAOK Thessaloniki | -        | -         |

## Ligaphase
Die 36 teilnehmenden Mannschaften bilden, wie seit der Saison 2024/25 eingeführt, eine gemeinsame Liga mit insgesamt acht Spieltagen. Jede Mannschaft bestreitet vier Heim- und vier Auswärtsspiele.
An der Ligaphase nehmen neben den zwölf Siegern der Playoffs der Sieger der Europa Conference League des Vorjahres, die Pokalsieger der Verbände auf den Plätzen 1 bis 7 der Rangliste (bzw. deren Nachrücker, falls sich diese bereits für die Champions League qualifiziert haben), fünf Ligavertreter der Verbände auf den Plätzen 1 bis 5 der Rangliste, die vier Verlierer des Platzierungswegs der 3. Qualifikationsrunde der UEFA Champions League 2025/26, die zwei Verlierer des Platzierungswegs der Playoffs sowie die fünf Verlierer des Champions-Wegs der Playoffs der UEFA Champions League.
Die Gegner werden mithilfe einer Auslosung ermittelt. Die 36 Mannschaften werden auf vier Töpfe mit je neun Mannschaften verteilt. Für die Aufteilung auf die Töpfe wird der UEFA-Klubkoeffizient herangezogen. Jeder Mannschaft werden aus jedem Topf zwei Gegner zugelost (je ein Heim- und Auswärtsspiel), wobei Spiele zweier Klubs desselben Nationalverbandes gegeneinander ausgeschlossen sind. Zudem können einem Team höchstens zwei Mannschaften aus demselben anderen Verband zugelost werden.
 Aston Villa,  Nottingham Forest,  FC Bologna und  Go Ahead Eagles Deventer werden ihr Debüt in der Europa League geben. Für die Niederländer ist es auch die erste Teilnahme an einer europäischen Gruppen- bzw. Ligaphase.
Qualifizierte Mannschaften
Topf 1:
- AS Rom (Fünfter der Serie A 2024/25) KK: 104,500
- FC Porto (Dritter der Primeira Liga 2024/25) KK: 79,750
- Verlierer des Platzierungswegs der Champions-League-Playoffs:  Glasgow Rangers /  FC Brügge KK: min. 71,250 / max. 71,750
- Feyenoord Rotterdam (Verlierer der 3. Qualifikationsrunde der Champions League) KK: 71,000
- OSC Lille (Fünfter der Ligue 1 2024/25) KK: 66,000
- Dinamo Zagreb (Zweiter der 1. HNL 2024/25) KK: 56,000[4]
- Betis Sevilla (Sechster der Primera División 2024/25) KK: 52,250

Topf 1 oder 2:
- FC Salzburg (Verlierer der 3. Qualifikationsrunde der Champions League) KK: 48,000
- Aston Villa (Sechster der Premier League 2024/25) KK: 47,250
- Verlierer der Platzierungswegs der Champions League Playoffs:  Fenerbahçe Istanbul /  Benfica Lissabon KK: min. 47,250 / max. 87,750

Topf 1 oder 3:
- Verlierer des Meisterwegs der Champions League Playoffs:  FK Bodø/Glimt /  SK Sturm Graz KK: min. 23,000 / max. 49,000

Topf 2:
- Olympique Lyon (Sechster der Ligue 1 2024/25) KK: 43,750
- Viktoria Pilsen (Verlierer der 3. Qualifikationsrunde der Champions League) KK: 39,250

Topf 2 oder 3:
- Sieger der Playoffs:  ŠK Slovan Bratislava /  BSC Young Boys KK: min. 33,500 / max. 34,500

- Verlierer des Meisterwegs der Champions League Playoffs:  FC Basel /  FC Kopenhagen KK: min. 33,000 / max. 44,875

- Verlierer des Meisterwegs der Champions League Playoffs:  Ferencváros Budapest /  Qarabağ Ağdam KK: min. 32,000 / max. 39,000
- SC Freiburg (Fünfter der Fußball-Bundesliga 2024/25) KK: 28,000
- Sieger der Playoffs:  Maccabi Tel Aviv /  Dynamo Kiew KK: min. 23,500 / max. 37,500
- Nottingham Forest (Siebter der Premier League 2024/25) KK: 23,039

Topf 2 oder 4:
- Sieger der Playoffs:  Lincoln Red Imps FC /  Sporting Braga KK: min. 10,000 / max. 46,000

Topf 2, 3 oder 4:
- Sieger der Playoffs:  HNK Rijeka /  PAOK Thessaloniki KK: min. 12,000 / max. 42,250

- Verlierer des Meisterwegs der Champions League Playoffs:  FK Roter Stern Belgrad /  Paphos FC KK: min. 11,125 / max. 44,000

- Sieger der Playoffs:  FC Midtjylland /  Kuopion PS KK: min. 10,000 / max. 32,750
- Sieger der Playoffs:  KF Shkëndija /  Ludogorez Rasgrad KK: min. 7,500 / max. 24,000

- Verlierer des Meisterwegs der Champions League Playoffs:  Celtic Glasgow /  FK Qairat Almaty KK: min. 5,500 / max. 38,000

Topf 3:
- OGC Nizza (Verlierer der 3. Qualifikationsrunde der Champions League) KK: 20,000

Topf 3 oder 4:
- FC Bologna (Sieger der Coppa Italia 2024/25) KK: 19,446

- Celta Vigo (Siebter der Primera División 2024/25) KK: 18,890
- VfB Stuttgart (Sieger des DFB-Pokals 2024/25) KK: 17,266
- Go Ahead Eagles Deventer (Sieger des KNVB-Pokals 2024/25) KK: 13,430

- Sieger der Playoffs:  Lech Posen /  KRC Genk KK: min. 11,370 / max. 19,000
- Sieger der Playoffs:  HŠK Zrinjski Mostar /  FC Utrecht KK: min. 10,000 / max. 13,430
- Sieger der Playoffs:  FC Aberdeen /  FCSB Bukarest KK: min. 9,500 / max. 22,500
- Sieger der Playoffs:  Malmö FF /  SK Sigma Olmütz KK: min. 8,820 / max. 14,500
- Sieger der Playoffs:  Panathinaikos Athen /  Samsunspor KK: min. 8,780 / max. 16,000

Topf 4:
- Sieger der Playoffs:  Brann Bergen /  AEK Larnaka KK: min. 7,500 / max. 7,937